# 美里大伯公庙
美里大伯公庙是一座坐落在马来西亚砂拉越美里海唇街及中国街交界处的华人寺庙，也是现今美里市最古老的寺庙，拥有着全东南亚最大的大伯公神像。现已被列入文物保护建筑之一。